# Pande (anatomi)
 For alternative betydninger, se Pande. (Se også artikler, som begynder med Pande)
Pande (latin: sinciput) er i anatomien den forreste del af kraniet. På et menneske er panden området mellem næseroden og hårgrænse, der på hver side er afgrænset af tinningen. I kraniet er panden støttet af pandebenet (latin: os frontale). 

## Anatomi
Musklaturen i panden består af occipitofrontalis-muskelen, procerus-muskelen og corrugator supercilii-musklerne (på dansk: øjenbrynsrynkerne). 
Motorikken i pannen er styret af nervus facialis.

## Udtryk
Musklene i mennesket pande er vigtige for at danne ansigtsudtryk. Det er fire elementære bevægelser, der er med til at danne udtryk: øjenbrynene kan bevæge sig sammen eller hver for sig for at udtrykke overraskelse eller et spørgende udryk, sammentrækning kan også bruges til at rynke panden for at udrykke koncentration, overraskelse, bekymring eller sorg.